# 乔治·福克斯 (生物学家)
乔治·爱德华·福克斯（英語：George Edward Fox，1945年12月17日—）是休斯敦大学的研究员。在1970年代早期，他与卡尔·乌斯是第一批的科学家把古菌归类为生命的三域系统中的一个单独的域 (生物)。他的研究正在积极参与寻找火星上的生命印迹。
福克斯在1967年获得了学士学位，并在1974年完成了他的博士学位；两个学位都是在雪城大学化学工程。从1973年到1977年，他是卡尔·乌斯在伊利诺伊大学的研究助理。在1977年，他成为休斯敦大学的生物化学与生物物理科学的助理教授；在1986年，他在那里成为全职教授。